# Operación Anaconda
Operación Anaconda es el nombre en clave para una operación a principios de marzo de 2002 en la que fuerzas militares estadounidenses y oficiales paramilitares de la CIA, trabajando junto con unidades afganas y de países aliados, intentaron destruir a Al Qaeda y a las fuerzas de los talibán en el valle de Shahi-Kot y en las Montañas Arma al sureste de Zurmat. Esta operación fue la primera batalla a gran escala de los Estados Unidos en la guerra en Afganistán desde la batalla de Tora Bora en diciembre de 2001. Además, fue la primera operación en Afganistán en la que participaron en combate directo un gran número de fuerzas convencionales (es decir, no de operaciones especiales).
Entre el 2 de marzo y 16 de marzo de 2002, 1700 soldados estadounidenses desplegados desde el aire y 1000 milicianos a favor del gobierno afgano lucharon contra más de 1000 combatientes talibán y de al-Qaeda, obteniendo el control del valle. Los talibanes y fuerzas de Al-Qaeda se habían atrincherado en cuevas y cordilleras en terreno montañoso, y dispararon contra las fuerzas de la coalición tratando de asegurar la zona con morteros y ametralladoras pesadas. El comandante afgano-talibán Maulavi Saifur Rehman Mansoor llevó más tarde refuerzos talibán para unirse a la batalla. Las fuerzas estadounidenses estimaron que había unos 150-200 talibán, pero más tarde la información sugerida en la práctica estimaba entre 500 y 1000. Fuentes militares estadounidenses calculan que murieron al menos 500 combatientes a lo largo de la batalla.

## Antecedentes
A principios de 2002 las señales cada vez mayores y las agencias de inteligencias estadounidenses indicaba una fuerte presencia de fuerzas talibanes y combatientes de Al-Qaeda en el valle de Shahi-Kot. Aproximadamente de 150 a 200 combatientes se creía que estaban en ese invierno para preparar una ofensiva en la primavera en el valle. La información recibida de inteligencia planteaba la posibilidad de que existiesen objetivos de alto valor en la zona, entre ellos se encontraba Jalaluddin Haqqani y Rahman Saif. A finales de enero y principios de febrero se realizaron los planes de asalto al valle Shahi-Kot, en el cual atacarían las Fuerzas Militares Afganas (AMF, por sus siglas en inglés) con asesoramiento de las fuerzas especiales de EE. UU. El mayor general Franklin L. "Buster" Hagenback fue puesto al mando de la operación. El plan consistía en atacar las montañas con unidades posicionadas al este de estas para evitar el posible escape a Pakistán de las unidades enemigas. Se esperaba que los combatientes, como en el caso de Tora Bora unos meses antes, huirían rehusando un enfrentamiento directo, y que las fuerzas aliadas apostadas al este bloquearían su retirada y los rodearían.
Se decidió utilizar fuerzas convencionales de infantería de EE. UU., integradas por la 3.ª Brigada ("Rakkasans") de la 101 División Aerotransportada, al mando del coronel Frank Wiercinski, y el 1.er Batallón, 87 Regimiento (1-87) de la 10.ª División de Montaña, encabezados por el teniente coronel Paul LaCamera, para garantizar los puestos de bloqueo. En consonancia con la estrategia establecida en Afganistán, el apoyo de fuego sería proporcionado por la Fuerza Aérea de los Estados Unidos (USAF), en vez de fuego de artillería. La armada estadounidense (NAVY) y el Ejército de Aire Francés (Armée de l'Air) con Mirage 2000S completarían el apoyo.
La cantidad de bienes convencionales permitidos en Afganistán se vio limitada por CENTCOM y el liderazgo de la defensa civil. El plan final estaba formado por dos fuerzas: TF Hammer y TF Anvil (Fuerzas de Ataque Martillo y Yunque respectivamente). TF Martillo consistió en la AMF y los operadores especiales como el esfuerzo principal para el asalto del Valle de Shahi-Kot. TF Yunque consistió en TF Rakkasan y el 1-87 para establecer posiciones de bloqueo e impedir que las fuerzas enemigas se escapasen. Los equipos de operaciones especiales de la Fuerza de Operaciones de Avanzada (AFO), destacamento dirigido por el teniente coronel Pete Blaber, iban a proporcionar el reconocimiento en la ubicación en el valle de Shahi-Kot de la operación.
Los afganos habían derrotado con éxito al ejército ruso en dos ocasiones en este valle, y se esperaba que los acontecimientos se llevaran a cabo de manera similar.

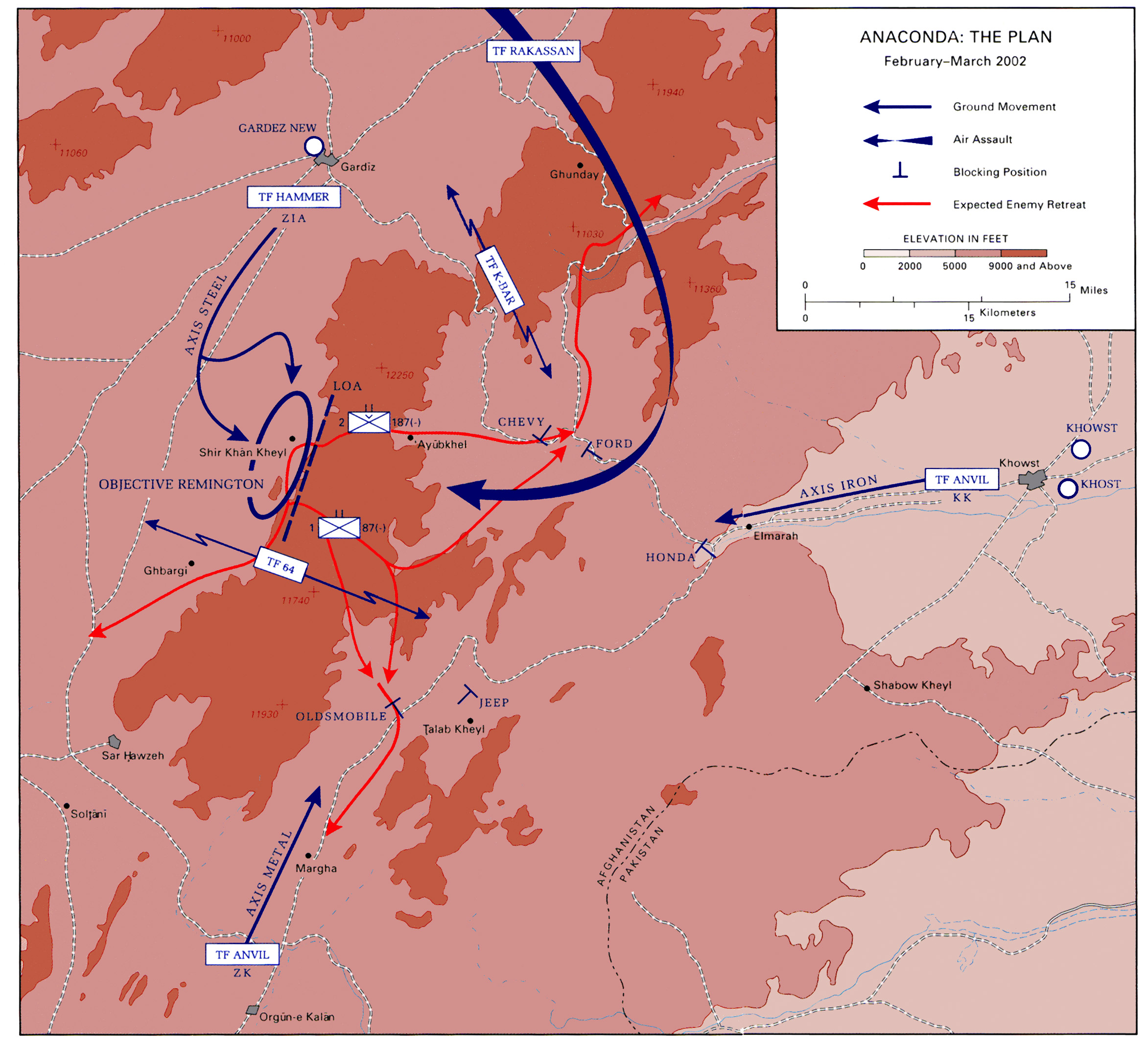
Un mapa mostrando el plan de pre-operación.
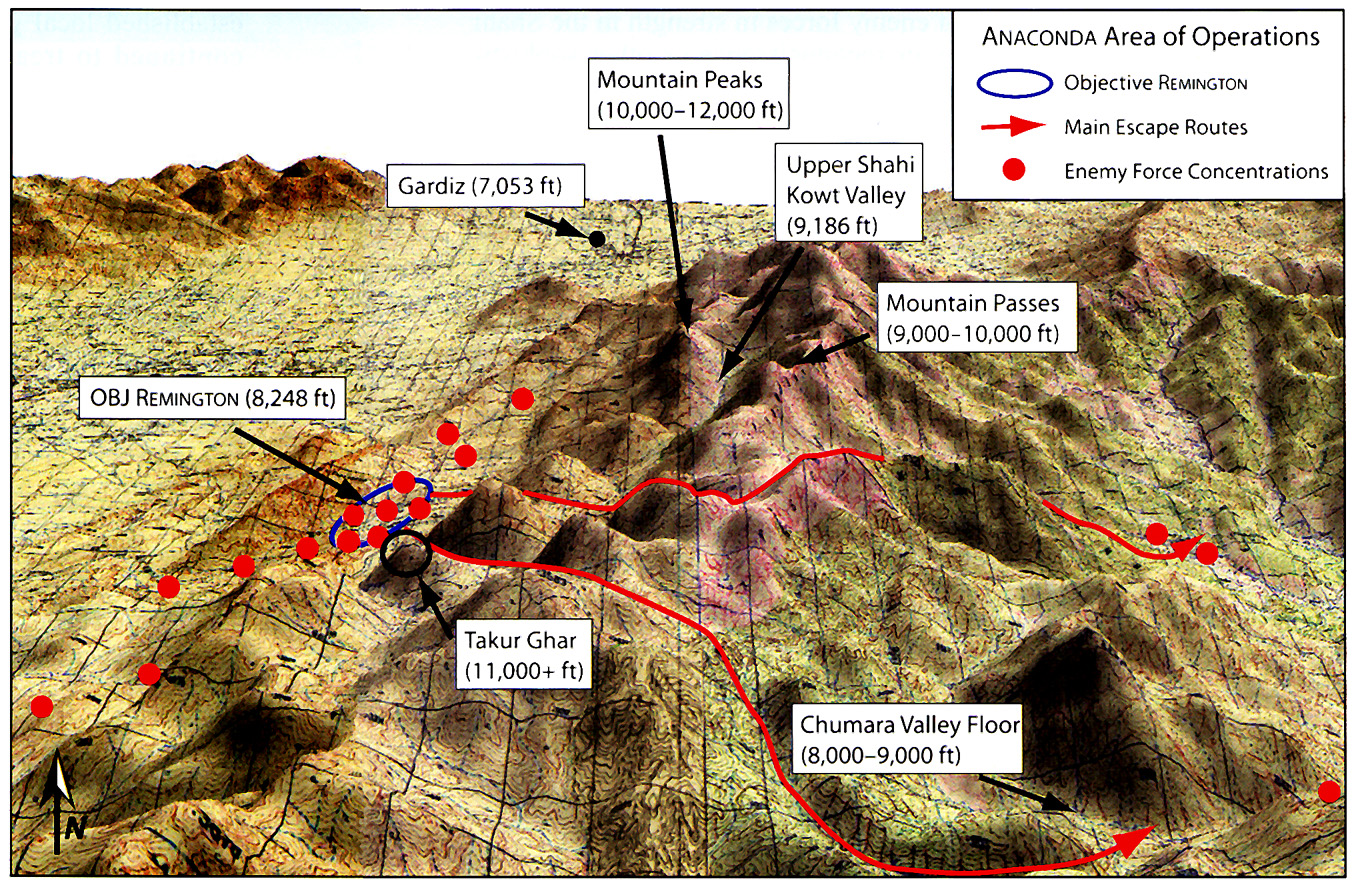
Mapa del área de operaciones de la operación Anaconda.

## Preludio
La operación se componía de elementos de las divisiones estadounidenses de la 10 ª División de Montaña y la 101 División Aerotransportada, B Co. 159.º Regimiento, más grupos de Fuerzas Especiales en las que se incluían la USSOCOM, JSOC y la División de Actividades Especiales de la CIA (TF 11, TF Bowie y TF Dagger). Otras fuerzas minoritaria no estadounidense fueron: Marines Reales Británicos (British Royal Marines), 3 º Batallón canadiense (Canada's 3rd Battalion), infantería ligera canadiense Princess Patricia y TF 2, Ejército Nacional Afgano, el KSK alemán, el noruego FSK y Marinejegerkommandoen, elementos del Regimiento Australiano Special Air Service (Australian SAS), la neozelandesa Special Air Service (New Zealand SAS) y fuerzas especiales danesas procedentes del Jægerkorpset y el cuerpo danés de hombres-rana (Danish Frogman Corps).